# クルマユリ
クルマユリ（車百合、学名：Lilium medeoloides A. Gray ）は、ユリ科ユリ属の多年草。

## 特徴
白色の鱗茎は球形で、直径約2 cm。茎の高さは30-100 cm。花の大きさは5-6 cm、茎の上部に1-数個が互生する。6枚の花被片はオレンジ色で、濃紅色の斑点がある。花粉は赤褐色。花期は7-8月。葉が茎の中央部で6-15枚輪生し、その上部に3-4枚まばらにつく。朔果は倒卵形で、長さは約2 cm。
和名は、茎に輪生する葉を車輪の輻（や）にたとえたことに由来する。

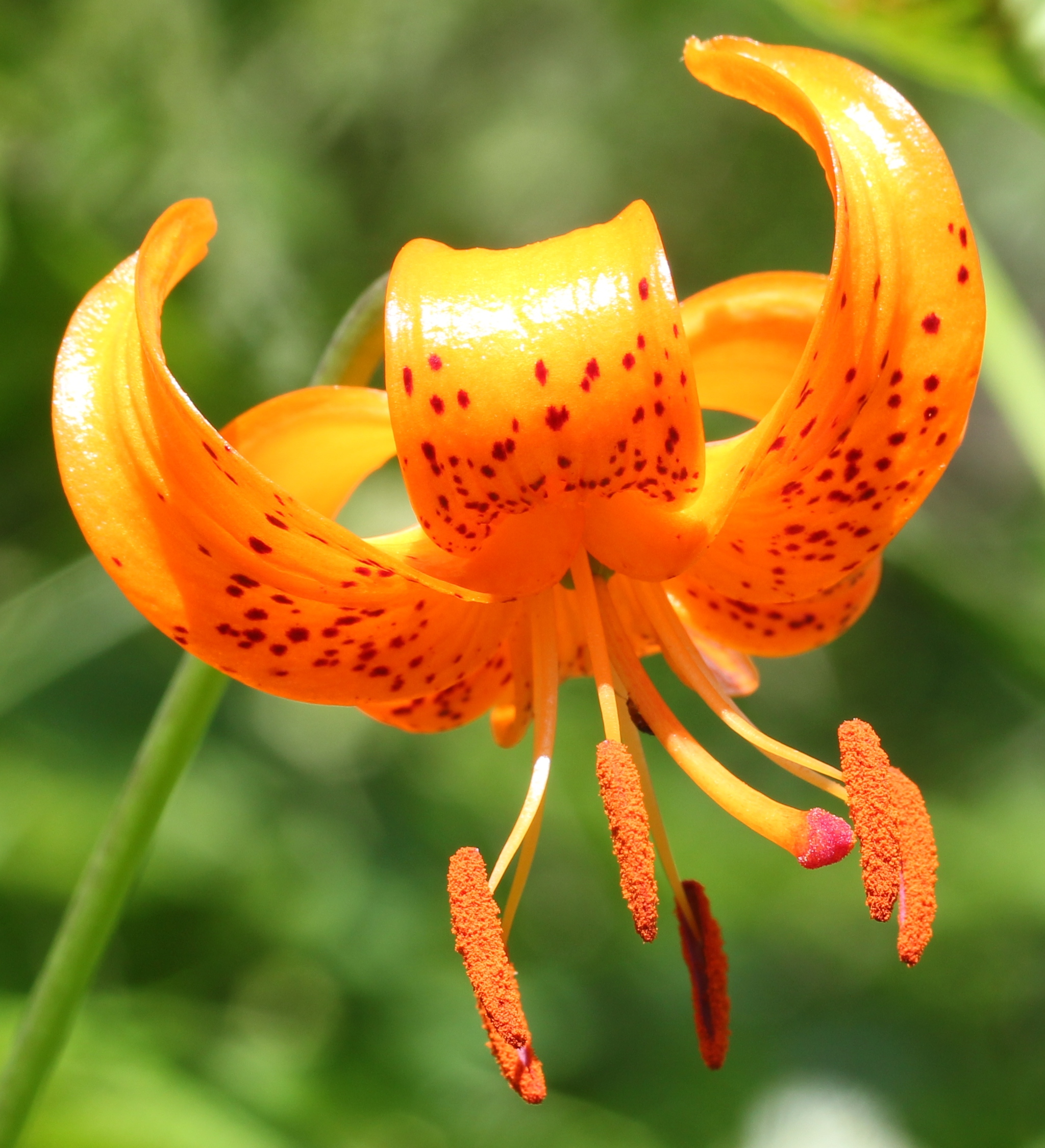
花の細部
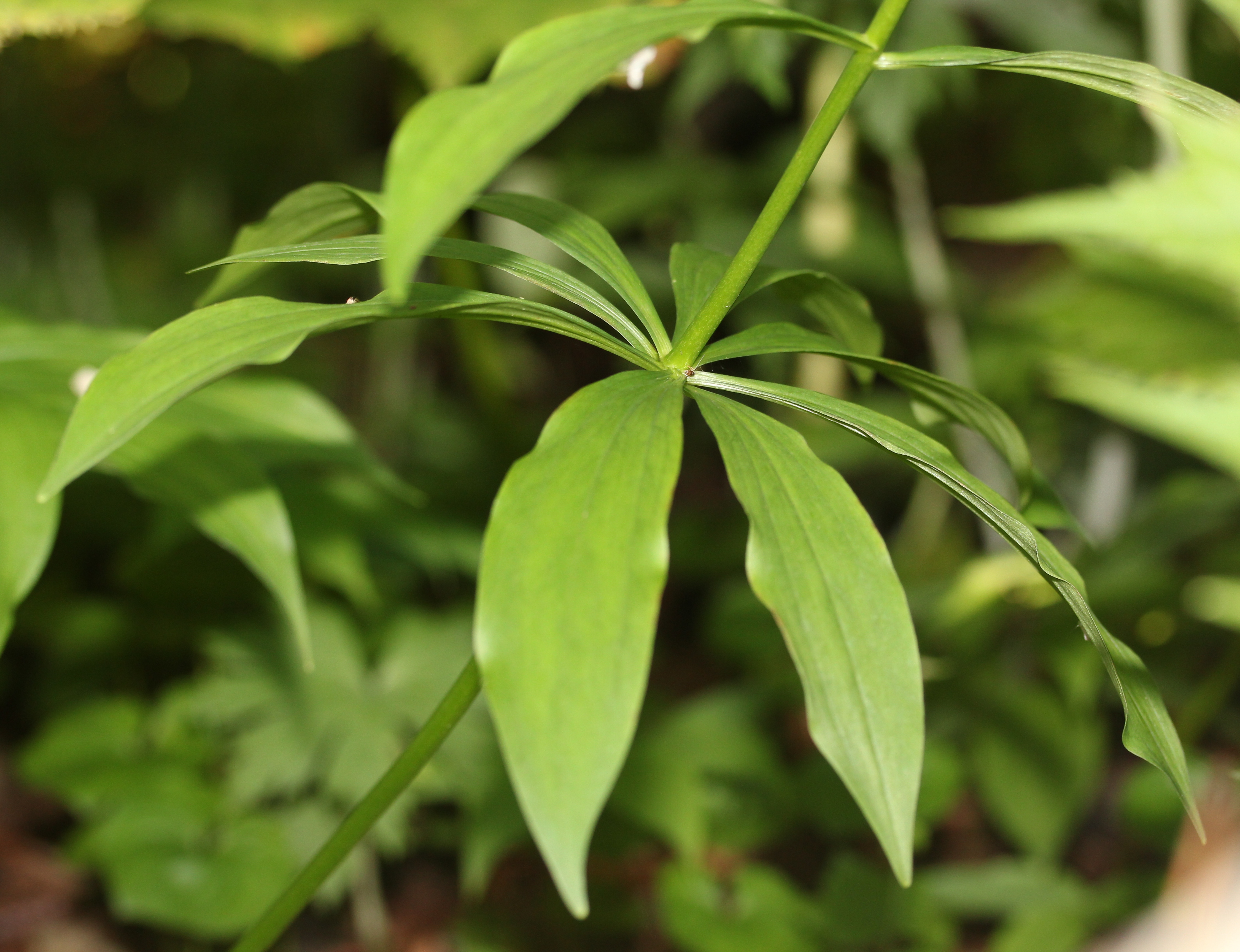
茎と輪生する葉
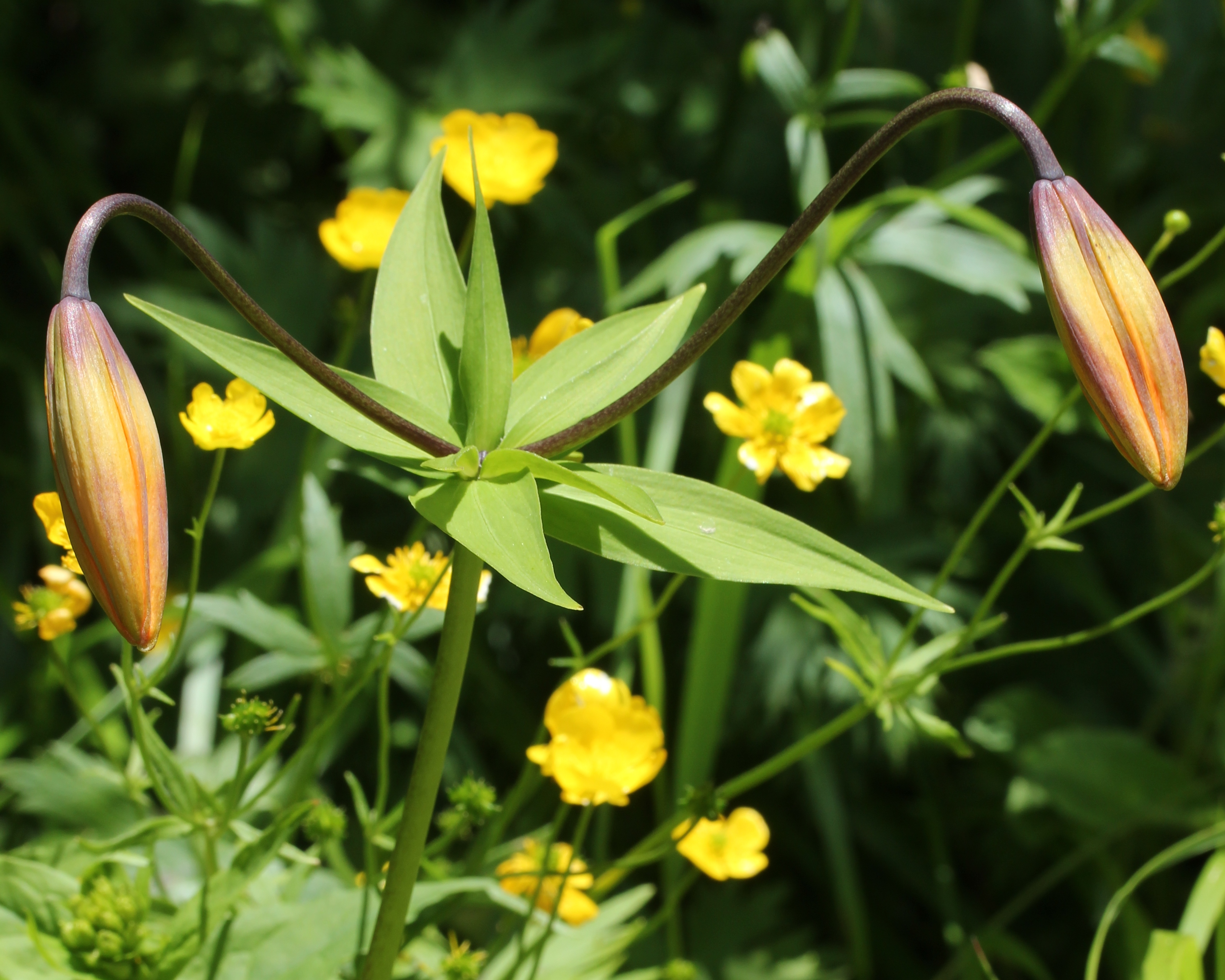
蕾（花は1-数個つく）
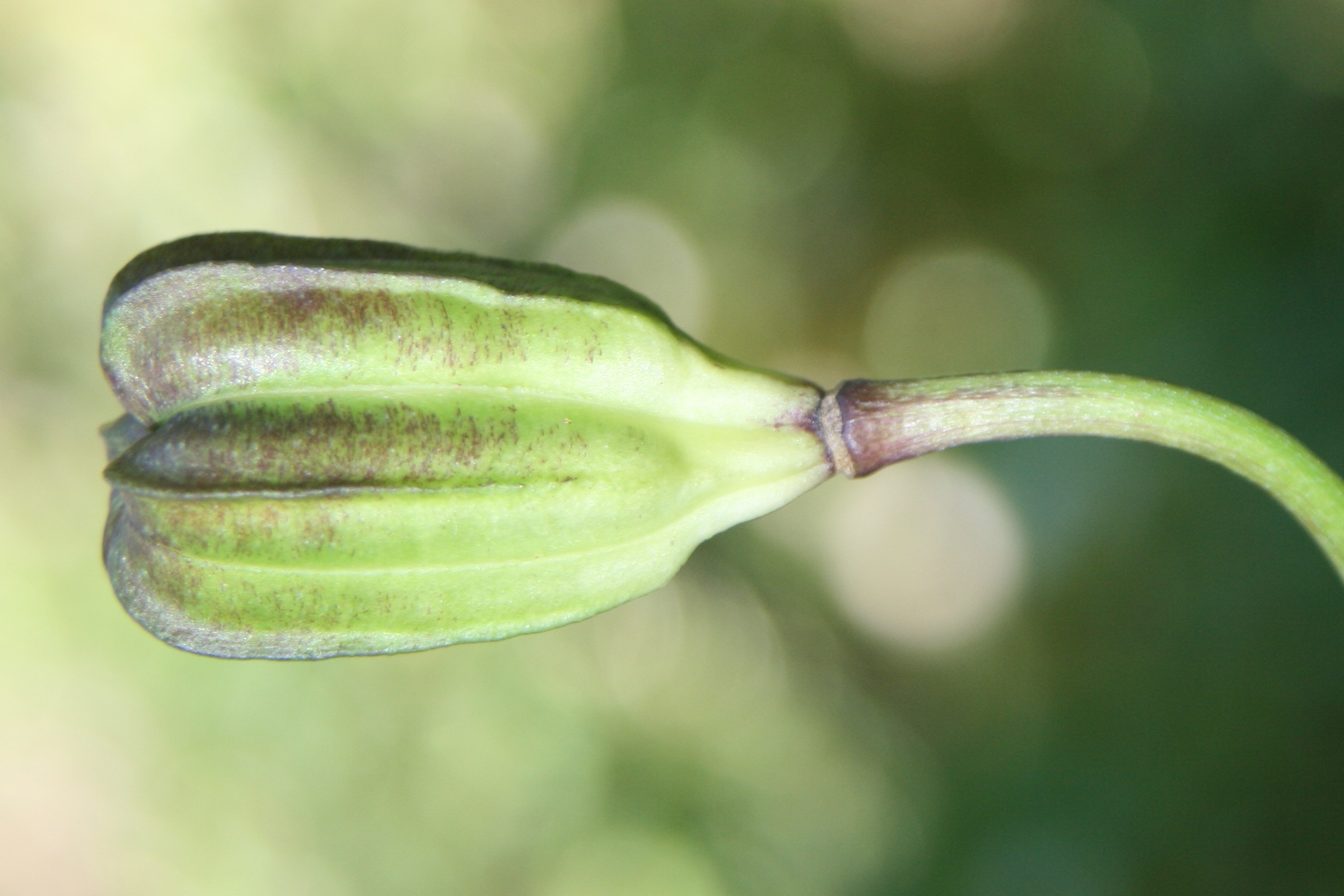
倒卵形の果実（朔果）

## 分布
中国、朝鮮半島、サハリン、カムチャッカ半島、千島列島、日本に分布し、冷涼な土地に生育する。
日本では北海道や本州の中部以北と大台ヶ原山と四国の剣山の高山帯から亜高山帯の草原に分布している。田中澄江の著書である『新・花の百名山』で、栗駒山を代表する高山植物としてムシトリスミレなどと共に紹介された。基準標本は函館市付近のもの。青森県車力村（現つがる市）の村の花であった。

## 利用
鱗茎は可食で、アイヌ料理では調理して食される。
その調理方法は、秋に掘り出した鱗茎を、食べられない芯の部分を除いて鱗片をほぐし、洗ってから米と混ぜて炊く。炊きあがると、杓子で鍋の片隅から飯を潰していく。この調理が終わるとまず近隣の住人にこれを配り、それから食べたという。
この鱗茎を北海道西部のアイヌ語方言ではニヨカイ（niyokay）またはニノオカイ（ninookay）、北海道東部の方言ではパララ（parara）、樺太地方ではそれぞれヌマハプル（numahapuru 落帆地方）、スマリエノンカイ（sumari enonkay 白浦地方）、スマリハハ（sumari hax 真岡地方）と呼ばれる。エゾスカシユリの鱗茎も同様に調理して食される。

## 種の保全状況評価
日本の以下の都道府県で、レッドリストの指定を受けている。環境省により、上信越高原国立公園、中部山岳国立公園、南アルプス国立公園などで自然公園指定植物の指定を受けている。生育環境の遷移、栽培目的の採集、シカによる食害などが要因で減少傾向の地域がある。変種として分類されることがあるサドクルマユリ（佐渡車百合、学名：L. medeoloides var. sadoinsulare ）が石川県で、絶滅危惧I類（CRまたはEN）の指定を受けている。
- 絶滅危惧IA類（CR）- 神奈川県
- 絶滅危惧I類（CRまたはEN） - 徳島県[9]
  - 絶滅寸前種 - 奈良県[注釈 1]
- 絶滅危惧II類（VU） - 埼玉県[12]、東京都西多摩地区

## 分類

### 品種
- フナシクルマユリ（斑無車百合、学名：L. medeoloides A.Gray f. immaculatum Takeda ） - 花被片に斑点がないもの[4]
- チシマクルマユリ（千島車百合、学名：L. medeoloides f. kurilense ） - 葉の細いもの[4]
- クロバナクルマユリ（黒花車百合、学名：L. medeoloides A.Gray f. atropurpureum Okuyama ）

### 変種
- サドクルマユリ（佐渡車百合、学名：L. medeoloides A.Gray var. sadoinsulare (Masam. et Satomi) Masam. et Satomi ）[11] - 佐渡島の金北山などに分布し、鱗片に関節がない[2]。

### 近縁種
以下の似た種がある。花はコオニユリに似ているが、葉の付き方が輪生することから区別できる。
| 画像                        | 和名                | 学名               | 属            | 科               | 備考（自生地）     |
| --------------------------- | ------------------- | ------------------ | ------------- | ---------------- | ------------------ |
| 白山、2003年7月27日         | クルマユリ 車百合   | Lilium medeoloides | ユリ属 Lilium | ユリ科 Liliaceae | 高山帯から亜高山帯 |
| 伊吹山、2002年8月16日       | コオニユリ 小鬼百合 | Lilium leichtlinii | ユリ属 Lilium | ユリ科 Liliaceae | 山地から低山       |
| 東京都町田市、2005年7月28日 | オニユリ 鬼百合     | Lilium lancifolium | ユリ属 Lilium | ユリ科 Liliaceae | 平地から低山       |

## 関連画像

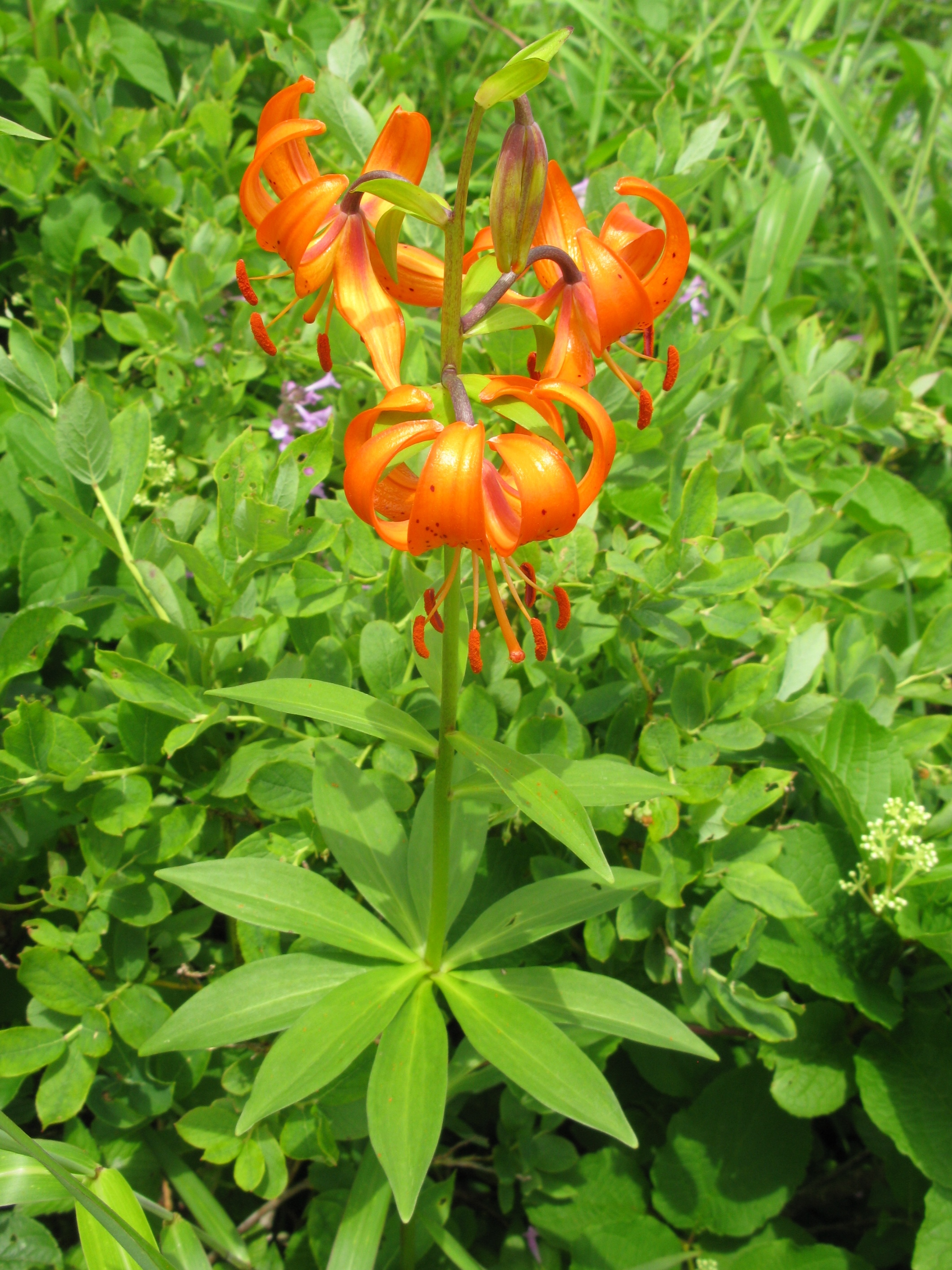
福島県飯豊山・2011年7月
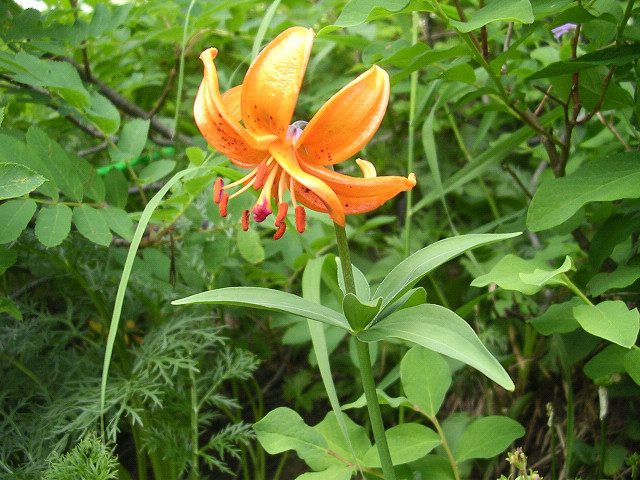
長野県涸沢・2006年8月
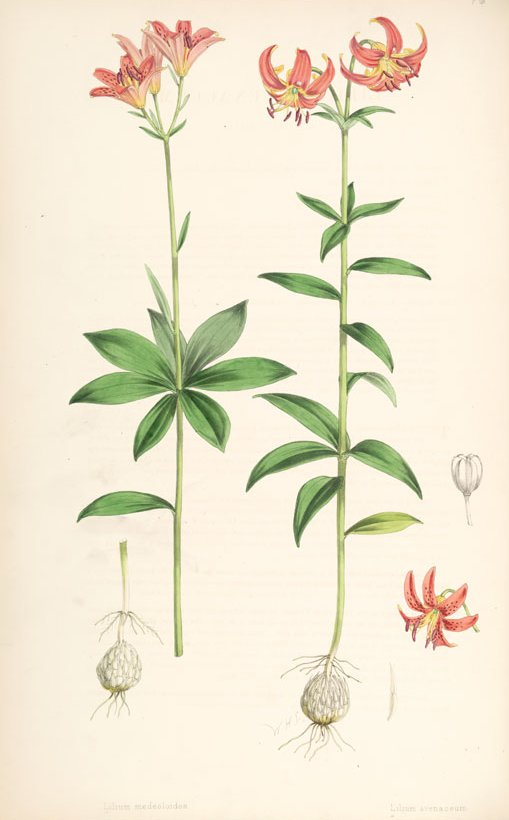
スケッチ